# Giacomo Colonna (Kardinal)

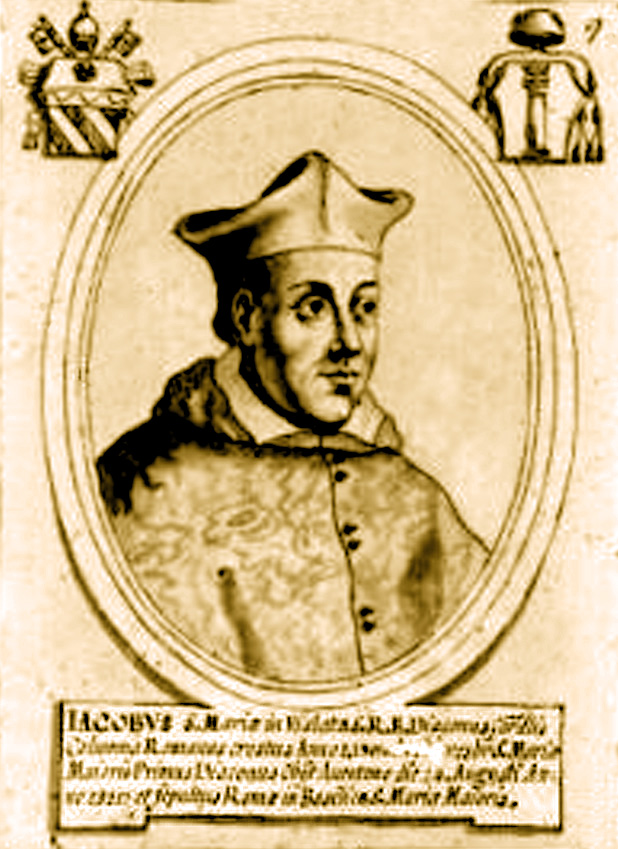
Kardinal Jakobus Colonna

Giacomo  Colonna, auch Jacopo, (* um 1250 in Rom; † 14. August 1318 in Avignon) war ein Kardinal der katholischen Kirche, er gehörte der Kurie an.
Giacomo Colonna, aus dem römischen Adelsgeschlecht der Familie Colonna stammend, war der Sohn des Giordano Herr von Colonna und der Francesca Conti. Er war der Onkel des Kardinals Pietro Colonna und Großonkel des Kardinals Giovanni Colonna. Er wurde am 13. März 1278 durch Papst Nikolaus III. zum Kardinal mit der Titeldiakonie Santa Maria in Via Lata ernannt. 
Er galt als prominentester Anhänger des Kaisertums im Kardinalskollegium und Sympathisant der Franziskanerspiritualen. Der Reichstheologe Alexander von Roes widmete ihm seine Hauptschrift, das Memoriale de praerogativa Romani Imperii (Denkschrift über die Vorrangstellung des Römischen Reiches, 1281).